# 小行星3623
小行星3623（3623 Chaplin）是一颗绕太阳运转的小行星，为主小行星带小行星。该小行星于1981年10月4日发现。

## 轨道参数
小行星3623的轨道半长轴为2.8513135 UA，离心率为0.088。